# Teruaki Kurobe
Teruaki Kurobe (japonsko 黒部 光昭), japonski nogometaš, * 6. marec 1978.
Za japonsko reprezentanco je odigral štiri uradne tekme.